# Johann Martin Boltzius

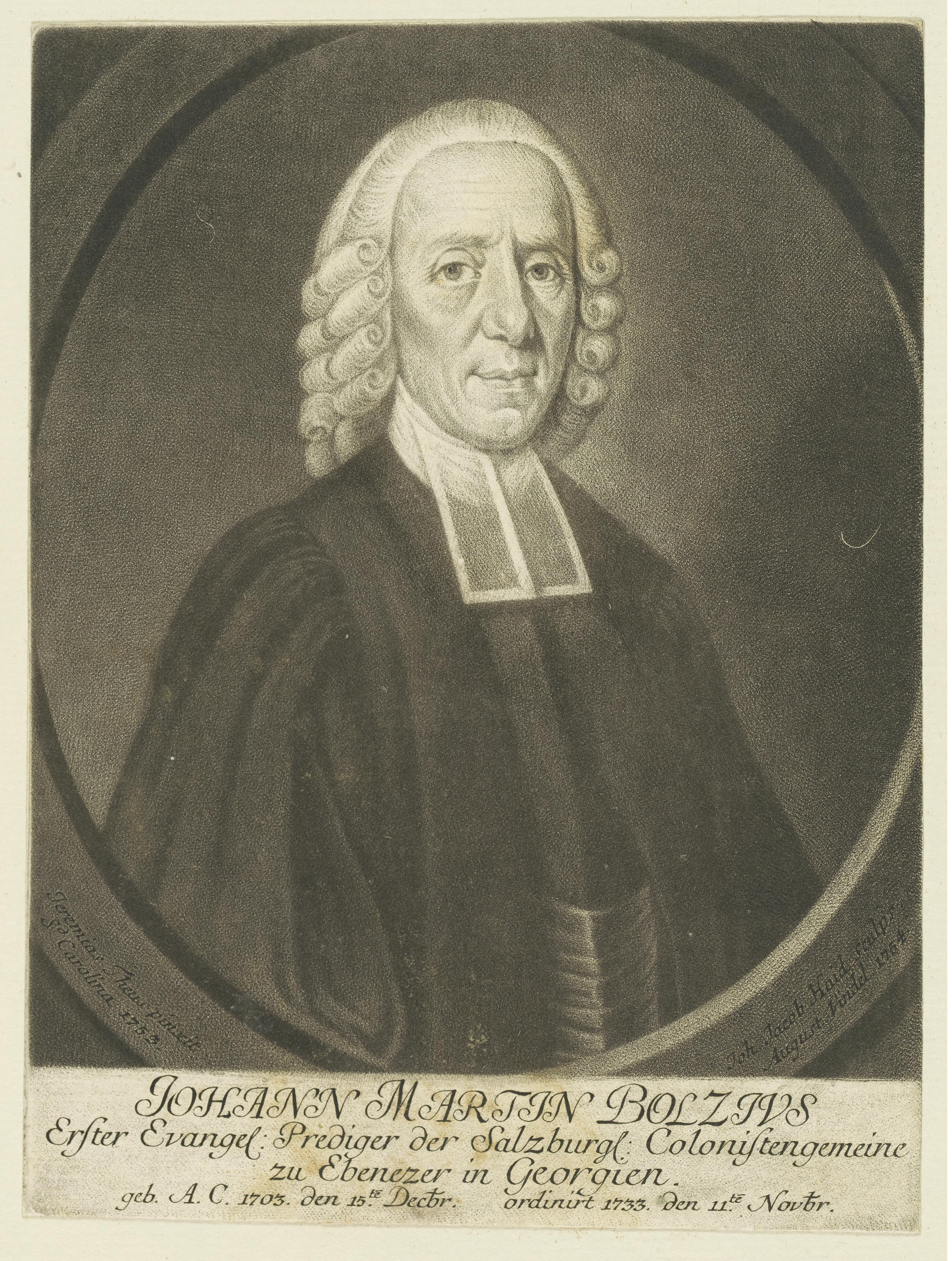
Johann Martin Boltzius

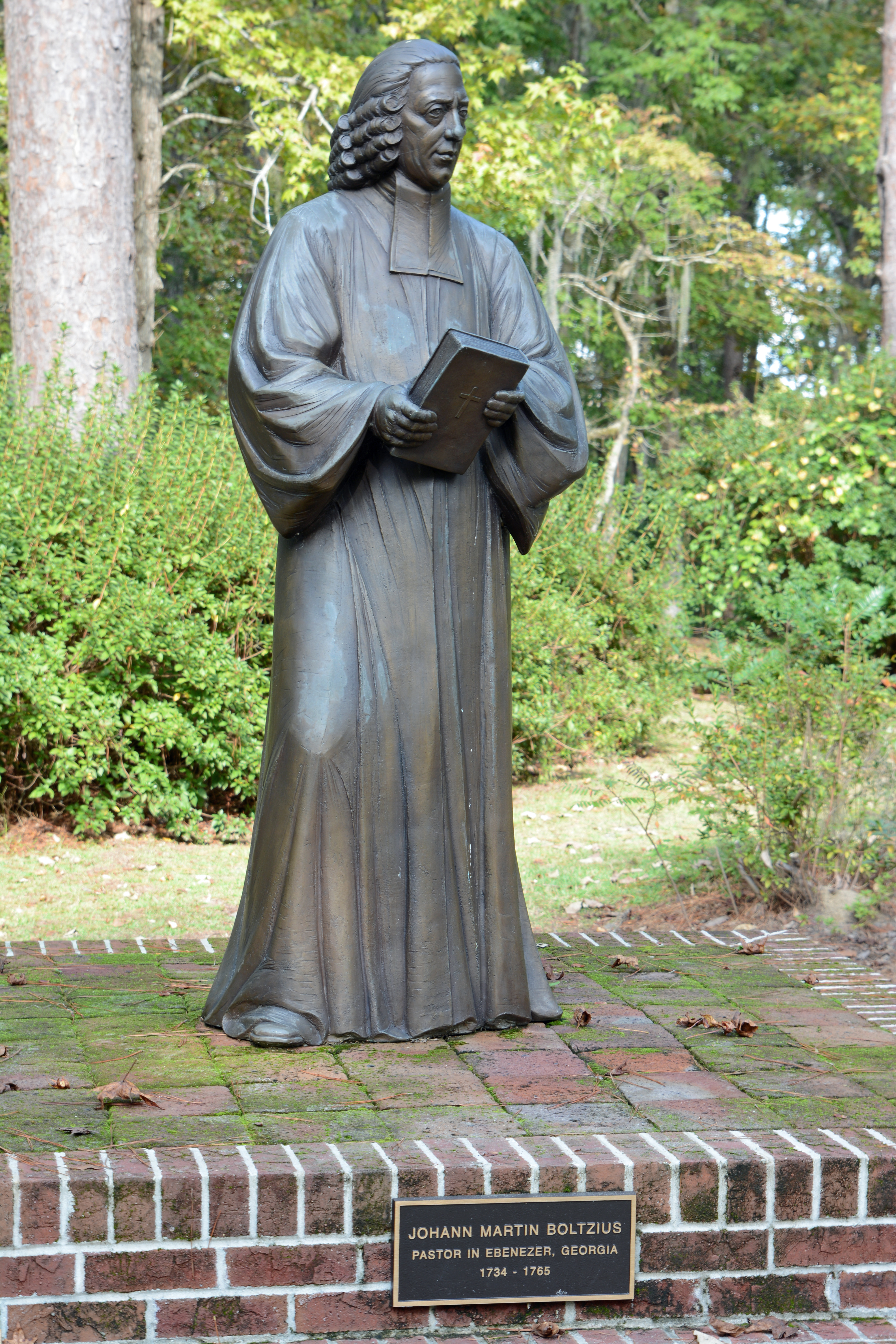
Boltzius-Denkmal in Ebenezer (dem früheren New Ebenezer), Georgia

Johann Martin Boltzius (auch Bolzius; * 15. Dezember 1703 in Forst; † 19. November 1765 in New Ebenezer, Georgia) war ein deutscher Theologe, der von 1734 bis 1765 als lutherischer Pfarrer der Salzburger Gemeinde in Ebenezer, Georgia, und später in New Ebenezer wirkte.

## Ausbildung und Berufsbeginn
Boltzius wurde als Sohn des Webers Martin Boltzius und seiner Ehefrau Eva Rosina, geb. Müller, in einfache Verhältnisse geboren. Durch den Einfluss seines Onkels, des lutherischen Pfarrers Johann Müller, erhielt er eine Erziehung im Sinne des Pietismus. Der Onkel vermittelte Boltzius auch ein Stipendium, das ihm nach dem Besuch des Gymnasiums in Berlin ab 1727 das Studium der Theologie an der Universität Halle (Saale) ermöglichte. Dort besuchte er Vorlesungen der pietistischen Professoren Paul Anton und Joachim Justus Breithaupt. Nach Beendigung seines Studiums wurde er im Jahr 1730 Vizeinspektor an der zu den Franckeschen Stiftungen gehörigen Lateinschule des Waisenhauses in Halle.

## Die Lebensaufgabe

### Beauftragung durch Francke
Im Jahr 1733 suchte Professor Gotthilf August Francke, der Leiter der Franckeschen Stiftungen, auf Bitten des Seniors und Pfarrers an der St.-Anna-Kirche in Augsburg, Samuel Urlsperger, zwei Theologen, die eine Gruppe von 78 Salzburger Emigranten in die britische Kolonie Georgia begleiten und als Seelsorger und Lehrer bei den Kolonisten bleiben sollten. Francke bot Boltzius eine Pfarrstelle an. Israel Christian Gronau, der an der Lateinschule des Waisenhauses in Halle mit Boltzius als Lehrer zusammenarbeitete, sollte ihn als weiterer Pfarrer unterstützen. Beide nahmen an und begaben sich über Wernigerode, wo sie Ende 1733 durch den Hofprediger Samuel Lau examiniert und ordiniert wurden, auf den Weg zu ihrer Gemeinde.

### Die Salzburger
In Rotterdam trafen Boltzius und Gronau die aus Augsburg kommenden Salzburger und begleiteten sie über Dover nach Charleston und Savannah.
Schon während der Atlantiküberquerung auf der Purrysburg musste Boltzius gegenüber dem Kapitän die Interessen der Emigranten durchsetzen, als dieser zu knapp bemessene Wasser- und Essensrationen austeilen ließ. Der britische Kommissar Philipp Georg Friedrich von Reck, der sich eigentlich um deren materiellen Bedürfnisse hätte kümmern sollen, war nicht eingeschritten. Boltzius' Einmischung in Recks Aufgabenbereich führte zu einem dauerhaft schwierigen Verhältnis zwischen den beiden. Dies hielt den Pfarrer aber nicht davon ab, sich gegen alle Widerstände für das spirituelle, aber auch das physische Wohl seiner Schützlinge einzusetzen. Bald konnte er sich ihres Vertrauens und ihrer Zuneigung sicher sein.
Vorausschauend nutzte er die Überfahrt, um mit dem Erlernen der englischen Sprache zu beginnen.

### Gründung von Ebenezer
General James Oglethorpe, der Repräsentant der Treuhänder für den Aufbau der Kolonie Georgia (Trustees for Establishing the Colony of Georgia in America), wies den Siedlern ein nahe Savannah gelegenes Stück Land zu. Dort gründeten die Salzburger unter Boltzius' Leitung im Jahr 1734 den Ort Ebenezer. Boltzius, der als guter Prediger galt, entwickelte auch ein außergewöhnliches Organisationstalent. Schon bald hatte er neben seiner Tätigkeit als leitender Geistlicher auch die des weltlichen Vertreters von Ebenezer inne.
Er hielt den Kontakt zu den Treuhändern in London, zu General Oglethorpe und zu Thomas Causton, dem Lagerverwalter in Savannah. Oft musste sich der Pfarrer auf die beschwerliche Reise nach Savannah begeben, um Gespräche mit den britischen Amtsträgern zu führen, sich um die Versorgung Ebenezers mit dringend erforderlichen Waren oder den Verkauf landwirtschaftlicher Erzeugnisse zu kümmern.
Trotz Boltzius' großen Engagements waren die ersten Jahre von Problemen überschattet. Zwar wurde in kurzer Zeit eine Siedlung mit einer Kirche errichtet und die Gemeinde erfuhr Zuwachs durch in den Folgejahren eintreffende Siedler. Zahlreiche Kolonisten erlagen jedoch den Strapazen oder starben an Krankheiten, Neugeborene überlebte selten die ersten Monate. Die schlechte Bodenqualität, Überschwemmungen und Schädlinge führten zu Missernten. Schließlich wandte sich Boltzius im Jahr 1736 an Oglethorpe mit der Bitte, die Siedlung an einen klimatisch günstigeren Ort mit gutem Ackerboden zu verlegen. Der Gouverneur sträubte sich anfangs. Erst als Boltzius damit drohte, die Siedlung aufzulösen und mit den Gemeindemitgliedern die Kolonie zu verlassen, willigte Oglethorpe ein.

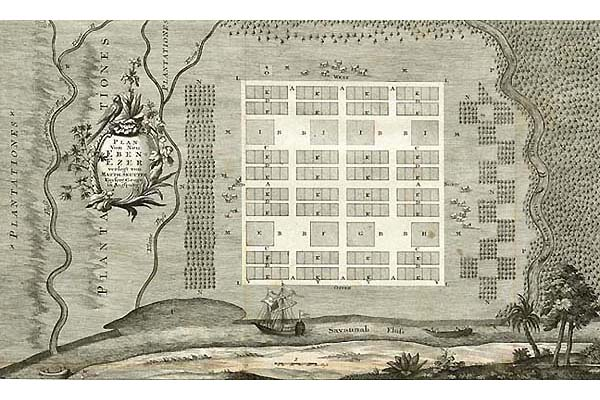
Plan von New Ebenezer um 1736

### Verlagerung der Siedlung und Gründung von New Ebenezer
Der näher am Savannah River gelegene Platz, der den Kolonisten für die Errichtung der neuen Gemeinde zugewiesen wurde, erwies sich als geeignet. New Ebenezer entwickelte sich zu einer florierenden Siedlung, woran auch Boltzius seinen Anteil hatte. Er veranlasste die Errichtung der Jerusalem-Kirche, einer Schule und eines Waisenhauses. Nach Hallenser Vorbild errichtet, diente das Waisenhaus nicht nur als Unterkunft der Waisen und Witwen, sondern war durch die Beschäftigung seiner Bewohner ökonomisch für die gesamte Gemeinde bedeutsam, da es zur Versorgung der Gemeinde beitrug. Daneben brachte Boltzius seine Ideen erfolgreich in die Entwicklung der Landwirtschaft ein. Neben der Einführung genossenschaftlicher Bewirtschaftung der Felder waren die ersten Versuche sowie der erfolgreiche Ausbau der Seidenraupenzucht und der Bau von Wassermühlen auf seine Initiative zurückzuführen.

### Kontakte nach Europa
Zu Boltzius' Dienstpflichten gehörte die Führung eines Tagebuchs der Siedlung, dessen Inhalt von Samuel Urlsperger in  Fortsetzungen veröffentlicht wurde. Darüber hinaus stand er in regem Schriftwechsel mit Francke in Halle, Urlsperger in Augsburg und dem prominenten Pietisten Friedrich Michael Ziegenhagen in London. Die Geschichte der Kolonisten ist daher sehr gut belegt.

### Pietistische Utopie
Boltzius war mit dem Ziel angetreten, mit Ebenezer eine wirtschaftlich unabhängige, gesellschaftlich und religiös selbstbestimmte Modellgemeinde zu verwirklichen. Diese pietistische Utopie war aufgrund der wirtschaftlichen und politischen Gegebenheiten in einem sich rasch wandelnden Umfeld nicht zu realisieren. Boltzius musste großes diplomatisches Geschick aufbringen, um den Gönnern der Gemeinde in seinem offiziellen Tagebuch und der Korrespondenz Abweichungen der Realität von der reinen Lehre anzudeuten, ohne den Eindruck zu erwecken, die Umsetzung der Grundidee sei gescheitert. Schließlich musste der Gemeindeaufbau durch deren Sach- und Geldspenden, Medikamente und Büchersendungen gefördert werden.

## Verhältnis zu Andersgläubigen
Boltzius hatte grundsätzlich keine Berührungsängste mit anderen Religionsgemeinschaften. Mit dem anglikanischen Prediger George Whitefield verband ihn sogar eine tiefe Freundschaft. Gegenüber jüdischen Einwohnern der Kolonie war er offen, solange er auf ihre Konversion hoffte. Anfangs hegte Boltzius auch die Hoffnung, dass er die gelegentlich nach New Ebenzer kommenden Indianer zum Christentum bekehren könne, scheiterte jedoch mit seinen Bemühungen. Danach hätte er gerne eine Reduzierung des Kontakts zwischen Gemeindemitgliedern und Indianern gesehen.
Die Herrnhuter Brüdergemeine kannte Boltzius aus Deutschland. Er wusste daher auch über deren Missionierungsgedanken. Als sich Herrnhuter Missionare in Savannah niederließen, sah er dies als Bedrohung seines eigenen Einflussbereiches an und befehdete sie dauerhaft. Er sah, dass sie starken Einfluss auf den Prediger John Wesley hatten, als dieser sich in Georgia aufhielt. Er befürchtete, dass Francke und Urlsperger annehmen könnten, er und seine Gemeinde hätten ebenfalls Gedankengut der Herrnhuter übernommen.

## Ablehnung der Sklavenhaltung
In Georgia nahmen die Befürworter der Sklavenhaltung seit 1735 zu. Im Jahr 1739 legten die Bewohner von Savannah den Treuhändern der Kolonie dar, dass die Genehmigung der Haltung von schwarzen Sklaven eine wirtschaftliche Notwendigkeit sei. Boltzius, der ein strikter Gegner der Sklaverei war, entwarf umgehend eine Petition der Einwohner von Ebenezer, die sich gegen die Sklavenhaltung richtete. In der Folge setzte er sich in Briefen an die Treuhänder mit den wirtschaftlichen, sozialen, moralischen und sicherheitspolitischen Problemen der Haltung von Sklaven auseinander und versuchte auf diese Weise, die Entscheidung der Treuhänder zu beeinflussen. Daneben informierte er auch Urlsperger in Augsburg, der ebenfalls an die Treuhänder schrieb und sie dringend bat, die Sklavenhaltung in der Kolonie Georgia nicht zu gestatten. In den Folgejahren schüchterten die Befürworter der Sklavenhaltung Boltzius jedoch so ein, dass er 1749 um sein Leben fürchten musste und seine Opposition aufgab. Seine Position wurde jedoch von der Mehrheit seiner Gemeindemitglieder weiterhin geteilt. Boltzius betrachtete die afrikanischen Sklaven weiterhin als Individuen mit dem Recht auf eine humane Behandlung. Dazu gehörte nach seiner Ansicht auch die Unterweisung in der christlichen Lehre.

## Familie und Alter
Schon 1735 festigte Boltzius das Band zu seiner Gemeinde durch die Eheschließung mit Gertraut Kreher, einer Salzburger Emigrantin. Durch die Heirat wurde er zum Schwager seines Freundes und Kollegen Gronau. Aus seiner Ehe stammten vier Kinder, von denen nur ein Sohn und eine Tochter das Erwachsenenalter erreichten. Den Sohn Gotthilf Israel Boltzius schickte Boltzius im Alter von 14 Jahren zur Ausbildung nach Halle (Saale). Er studierte dort Theologie, kehrte aber nicht, wie erhofft, als Prediger nach New Ebenezer zurück.
Nach dem Tod Gronaus im Jahr 1745 begann Boltzius seine Aufgaben zu verteilen. Mit zunehmendem Alter hatte er immer stärker mit gesundheitlichen Problemen zu kämpfen. Dennoch blieb er bis zu seinem Tod im Dienst. Seine zahlreichen Aufgaben hielten ihn zeit seines Lebens davon ab, die Grundfläche von 800 Acres, die er in den Jahren 1749 und 1750 als Schenkung der Treuhänder erhalten hatte, zu bewirtschaften.

## Boltzius Award
Der seit 2012 vom deutschen Generalkonsulat in Atlanta für besondere Verdienste um die Förderung der deutschen Sprache und Kultur an Bürger des Südostens der Vereinigten Staaten verliehene „Boltzius Award“ wurde nach Johann Martin Boltzius benannt.